# Tuchomka
Tuchomka – część wsi Tuchom w Polsce, położona w województwie pomorskim, w powiecie kartuskim, w gminie Żukowo. Wchodzi w skład sołectwa Tuchom.
W latach 1975–1998 Tuchomka administracyjnie należała do województwa gdańskiego.